# Semafor

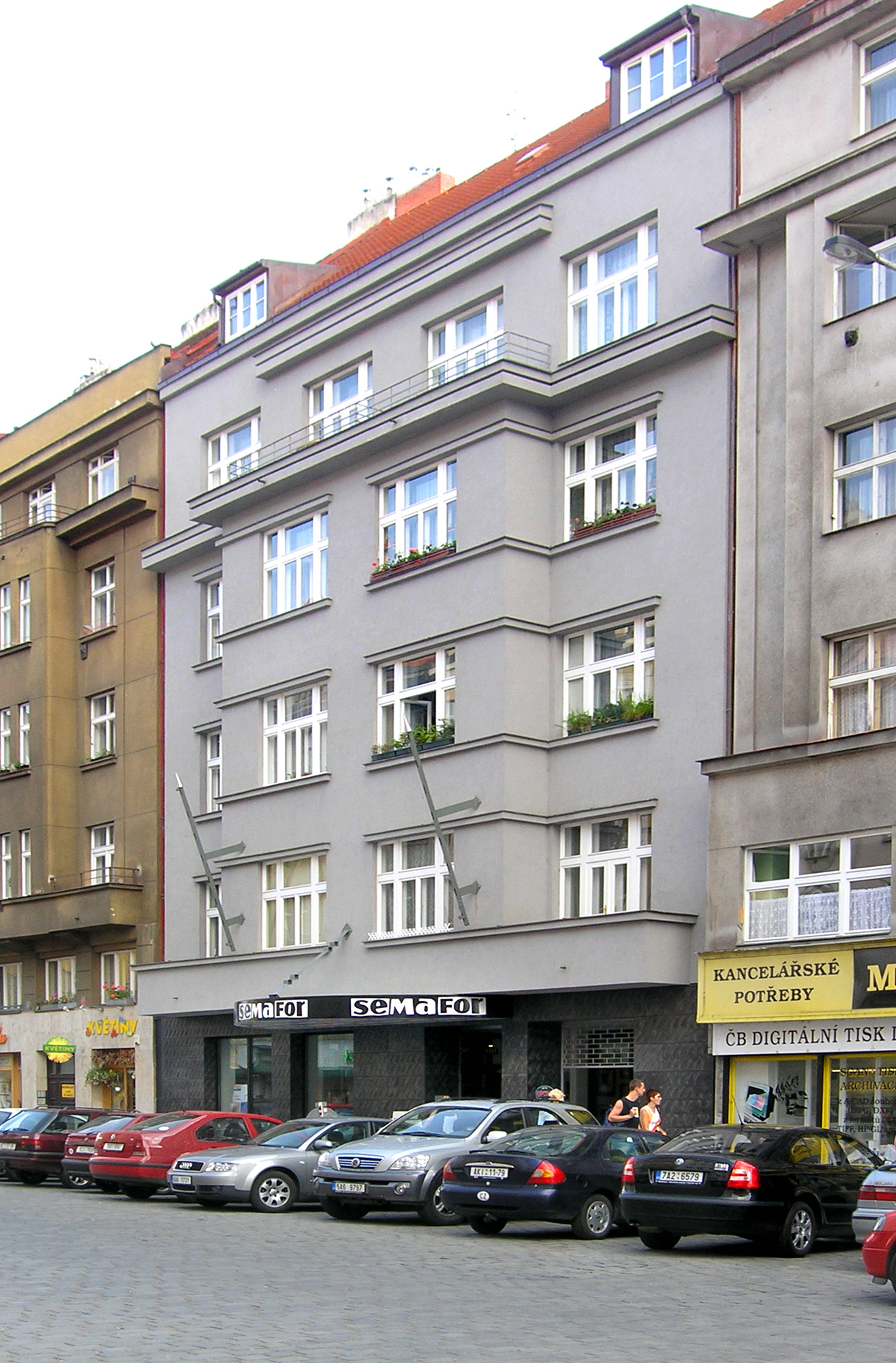
Het Semafor-theater

Semafor is een theater in de Tsjechische hoofdstad Praag. Het theater, gelegen in de wijk Dejvice, werd in 1959 opgericht door schrijver en acteur Jiří Suchý. Suchý, die zelf veel heeft opgetreden in Semafor, is momenteel ook de eigenaar. Veel bekende Tsjechische zangers, zoals Karel Gott, zijn begonnen in het Semafor-theater.